# 川上小煤炱
川上小煤炱（学名：Meliola kawakamii）是属于小煤炱目小煤炱科小煤炱属的一种真菌，寄生在壳斗科植物上。该种分布于中国。